# Leslie-Anne Huff
Leslie-Anne Huff (Valle de San Fernando, California, ) es una actriz estadounidense nacida el 25 de agosto de 1984 en el Valle de San Fernando, California. Es conocida por interpretar a Penelope en la comedia de situación de Disney Channel Sonny with a Chance

## Biografía
Huff nació y fue criada en el Valle de San Fernando. Es hija de padre estadounidense con ascendencia inglesa y un madre filipina.
Asistió a la Universidad de California en Berkeley. Estuvo fuertemente involucrada con la comunidad filipina y coprodujo el espectáculo anual de la Noche Cultural Filipina.
En 2005, Huff cofundó la fundación Kamay at Puso (cuál significa Mano y Corazón en tagalo).
En 2010, apareció en una función de Los monólogos de la vagina en el Aratani Teatro del Japanese American Cultural & Community Center en Los Ángeles, junto con Lea Salonga, Tia Carrere, y Tamlyn Tomita.

### Carrera
Su carrera empezó en 2006 con una participación en la serie de televisión CSI: NY. Desde entonces ha participado en diferentes series de televisión tales como NCIS, Bones, Days of Our Lives, Chuck, Greek y The Suite Life on Deck.
En 2008, fue elegida para protagonizar la película Strawberry Cliff, junto a Eason Chan.
En 2009, protagonizó la primera serie web original de Disney Chanel, Mackenzie Falls, un spin-off de Sonny with a Chance.
En 2011, fue elegida para aparecer en Cowgirls n' Angels, junto a James Cromwell, Bailee Madison, Jackson Rathbone, Madison Burge, y Kathleen Rose Perkins.
En 2013, participó en Dakota's Summer, secuela de Cowgirls n' Angels, donde comparte créditos con Keith Carradine, Emily Bett Rickards y Spencer Boldman.
El 5 de noviembre de 2015, se dio a conocer que fue elegida para aparecer de forma recurrente en la séptima temporada de The Vampire Diaries, donde interpreta a Rayna, una cazavampiros.

## Filmografía
| Cine       | Cine                       | Cine                  | Cine                 |
| Año        | Película                   | Rol                   | Notas                |
| ---------- | -------------------------- | --------------------- | -------------------- |
| 2009       | Frozen Kiss                | Jeanette              |                      |
| 2010       | Mardi Gras                 | Chica #2              |                      |
| 2010       | Prominare                  | Layla                 | Cortometraje         |
| 2011       | Strawberry Cliff           | Kate                  |                      |
| 2012       | Cowgirls 'n Angels         | Madison               |                      |
| 2014       | Dakota's Summer            | Madison               |                      |
| Televisión |                            |                       |                      |
| Año        | Título                     | Rol                   | Notas                |
| 2006       | CSI: NY                    | Felicia Badman        | 1 episodio           |
| 2008       | Invincible                 | Dupli-Kate            | 2 episodios          |
| 2009       | Days of Our Lives          | Michelle              | 2 episodios          |
| 2009       | The Odd Squad              | Mamá de la miniván    |                      |
| 2009       | 10 Things I Hate About You | Jonelle               | 2 episodios          |
| 2009       | The Suite Life on Deck     | Reina                 | 1 episodio           |
| 2009       | GRΣΣK                      | Whitney               | 1 episodio           |
| 2010       | Chuck                      | Bartender             | 1 episodio           |
| 2010       | Miami Medical              | Candy Striper         | 1 episodio           |
| 2010       | Sonny with a Chance        | Penelope              | 2 episodios          |
| 2010       | Par de reyes               | Aerosol               | 1 episodio           |
| 2010       | NCIS                       | Hillary Lange         | 2 episodios          |
| 2011       | Bones                      | Raina Erickson        | 1 episodio           |
| 2011       | The Protector              | Liz Arnold/Beth Darby | 1 episodio           |
| 2011       | Supah Ninjas               | Melanie               | 1 episodio           |
| 2016       | The Vampire Diaries        | Rayna Cruz            | Personaje recurrente |
| 2016       | The Originals              | Rayna Cruz            | 1 episodio           |